# Стара Гута (Чижівська сільська громада)
Стара Гу́та — село в Україні, в Звягельському районі Житомирської області. Населення становить 36 осіб. Входить до складу Чижівської сільської громади.

## Географія
На східній околиці села бере початок річка Могилівка.

## Історія
В 1906 році Стара Гута — німецька колонія Сербівської волості Новоград-Волинського повіту Волинської губернії. Відстань від повітового міста 23 версти, від волості 18. Дворів 120, мешканців 723.
До жовтневого перевороту 1917 року в Петрограді мешканці колонії вільно здійснювали свої релігійні обряди в різних культових закладах. Православні в церкві Різдва Присвятої Богородиці, с. Андрієвичі; римо-католики в костелі Воздвиження Святого Христа, м. Новоград-Волинськ; лютерани в Євангелічно-лютеранській кірхі, м-ко Емільчине.
Під час загострення сталінських репресій проти українського селянства в 30-і роки 20-го століття органами НКВС безпідставно було заарештовано і позбавлено волі на різні терміни 48 мешканців, з яких 27 чол. розстріляно. Нині всі постраждалі від тоталітарного режиму реабілітовані і їхні імена відомі